# Frank Dressler
Frank Dressler (Landstuhl, 30 september 1976) is een Duitse wielrenner.

## Overwinningen
2005
- Herxheim

2006
- Rund um den Hockenberg

Abakoumov · Boyen · Cauquil · Coupé · Criquielion · Davis · Dekkers · Dressler · Drouilly · van Dijk · Habeaux · Kaupas · Kriit · Michajlov · Mouris · Nevens · Omloop · Ricci Poggi · Striska · Tombak · Vandenbroucke · Van Mingeroet · Vanlandschoot · Vantomme · Verheyen